# صموئيل آدامز دريك
صموئيل آدامز دريك (بالإنجليزية: Samuel Adams Drake)‏ هو مؤرخ وصحفي أمريكي، ولد في 20 ديسمبر 1833، وتوفي في 4 ديسمبر 1905.